# Rocky
Rocky (auch bekannt als Rocky – Die Chance seines Lebens) ist ein US-amerikanischer Boxerfilm des Regisseurs John G. Avildsen mit Sylvester Stallone um die Titelfigur des italo-amerikanischen Boxers Rocky Balboa. Der Film wurde 1976 überraschenderweise ein riesiger Kassenschlager und gewann im Folgejahr drei Oscars, darunter die höchste Auszeichnung als Bester Film. Er begründete eine Filmreihe mit bisher insgesamt neun Rocky-Filmen. Der zuvor selbst perspektivlose Stallone hatte neben der Hauptrolle auch das Drehbuch übernommen und wurde mit seinem Film über Nacht zur Ikone.

## Handlung
Der amtierende und seit langem ungeschlagene Schwergewichts-Boxweltmeister Apollo Creed kann nicht gegen seinen Herausforderer kämpfen, da dieser sich im Training eine ernste Handverletzung zugezogen hat. Weitere mögliche Kandidaten lehnen wegen des Zeitdrucks ab. Jedoch hat Apollo schon sehr viel für den Kampf geworben, weshalb dringend ein Gegner gesucht wird. Aus diesem Grund gewährt er am Neujahrstag des Jahres 1976, der die 200-jährige Unabhängigkeit der Vereinigten Staaten von Amerika markiert, einem lokalen Amateur aus Philadelphia die einmalige Chance, gegen ihn einen Titelkampf um den Gürtel auszutragen.
Aus einem umfangreichen Boxerverzeichnis wird schließlich Rocky Balboa ausgewählt, vor allem wegen seiner italienischen Vorfahren und seines öffentlichkeitswirksamen Kampftitels The Italian Stallion („der italienische Hengst“). Rocky, ungebildet und aus einfachsten Verhältnissen stammend, verdient sich bis dahin etwas als Boxer bei Kämpfen in heruntergekommenen Buden und als Geldeintreiber für den Kredithai Tony Gazzo. Sein gesamtes Leben spielt sich in dem Armenviertel Philadelphias ab.
Rocky erkennt die Chance und investiert seine gesamte Kraft, um die Chance seines Lebens zu nutzen. Er rechnet nicht mit einem Sieg, ist aber schon stolz darauf, mit dem Weltmeister in einem Ring stehen zu dürfen und dadurch Bekanntheit zu erringen. Die 150.000 $ Prämie für den Kampf kann er ebenfalls gut gebrauchen.
Der letztendliche Schaukampf in einer ausverkauften Boxarena wird für Apollo überraschend zu einer peinlichen Auseinandersetzung, in der Rocky nicht das harmlose „Opferlamm“ ist, das sich vom Weltmeister vorführen lässt – im Gegenteil. Rocky kämpft wie besessen, bereits in der ersten Runde geht Apollo nach einem harten Kinnhaken von Rocky – zum ersten Mal in seiner Boxkarriere – kurzzeitig zu Boden. Rocky hält sich über die gesamte Rundendistanz und bringt den Weltmeister sogar in Bedrängnis; allerdings handelt er sich dabei eine bedenkliche Verletzung am rechten Auge ein, Apollo wiederum wird von Rocky erheblich an den Rippen verletzt. Apollo Creed gewinnt zwar nach Punkten, aber die Zuschauer feiern Rocky Balboa wie einen Sieger. Der völlig erschöpfte Apollo Creed verlässt sichtlich konsterniert und beeindruckt den Kampfplatz.
Privat erringt Rocky gleichzeitig seinen größten Erfolg, indem er die Liebe der schüchternen Adrian gewinnt, Schwester seines Freundes Paulie und Verkäuferin in dem Zoogeschäft, in dem er Stammkunde ist. Beide geben einander das Selbstwertgefühl, das sie brauchen und verdienen.

## Produktion

### Entstehungsgeschichte
Der damals verarmte 28-jährige Drehbuchautor und Schauspieler Sylvester Stallone wurde vom Boxkampf des Schwergewichtschampions Muhammad Ali gegen den 36-jährigen relativ unbekannten weißen WM-Herausforderer Chuck Wepner, genannt der „Bayonne Bleeder“ (dt.: „Bluter von Bayonne“), inspiriert. Der Kampf fand am 24. März 1975 im Stadion von Cleveland, Ohio statt. Entgegen der Annahme aller Boxexperten wurde der Außenseiter Wepner nicht früh ausgeknockt; er überstand mehrere Runden, bis er den legendären Favoriten in der neunten Runde überraschend traf, so dass dieser angezählt werden musste. Doch in der 15. und letzten Runde verlor Wepner durch Kampfabbruch (KO): zwar konnte er sich nach einem Niederschlag noch an den Ringseilen hochziehen, aber der anwesende Ringrichter brach den Kampf 19 Sekunden vor dem Ende der regulären Distanz ab.
Stallone, der sich den Kampf in einer Liveübertragung in Los Angeles ansah, wo er seit seiner Übersiedlung 1974 aus New York mit seiner schwangeren Frau Sasha Czack lebte, war fasziniert vom großen Willen des Außenseiters und Verlierers, der kurzzeitig zum gefeierten Helden wurde, obwohl er letztlich doch unterlag. Zu diesem Zeitpunkt versuchte Stallone, der zuvor mehrere kleine Filmaufgaben wahrnahm und wohlwollende Kritiken für seine Hauptrolle in Brooklyn Blues – Das Gesetz der Gosse unter der Regie von Martin Davidson und Stephen Verona bekam, mangels Engagements als Darsteller eine Laufbahn als Drehbuchautor anzustreben, allerdings mit bescheidenem Erfolg. Wenige Monate nach dem Kampf, im Juni 1975, verfasste Stallone eigenen Angaben nach innerhalb von nur dreieinhalb Tagen die erste Fassung des Szenariums und bot es in der Folgezeit einigen Filmproduzenten an.

### Vorproduktion
Stallone gelangte mit Hilfe eines Agenten u. a. an die unabhängigen Filmproduzenten Robert Chartoff und Irwin Winkler, die ihn zu Änderungen weg vom harten hoffnungslosen Charakter hin zur sentimentalen und heldenhaften Tradition des alten Hollywood drängten. Die überarbeitete Drehbuchfassung wurde im Juli 1975 fertiggestellt. Die US-Filmproduktionsgesellschaft United Artists bot ihm daraufhin 75.000 US-Dollar für sein Script, doch es kam nicht zu einer Übereinkunft: Ryan O’Neal oder James Caan sollten die Titelrolle spielen, doch Stallone bestand darauf, als Hauptdarsteller an dem Film mitzuwirken. Das Filmstudio erhöhte daraufhin mehrfach das Angebot bis zu einer Summe von 300.000 US-Dollar, bis man sich schließlich einigte. Der Vertrag sah vor, dass Stallone neben einem bescheidenen Honorar von 20.000 US-Dollar und einer niedrigen Gage von 620 US-Dollar wöchentlich auch am prozentualen Einspielergebnis (10 %) des Streifens beteiligt wurde, was sich für Stallone als Glücksgriff herausstellte.
Der Film nimmt starke Anleihen an Karrieren und Lebensumständen echter Boxer. Hauptsächlich basiert er auf dem Boxer Chuck Wepner, teils auch auf George Chuvalo, beides Ex-Herausforderer von Muhammad Ali. Die Figur „Apollo Creed“ hat dementsprechend Ähnlichkeit mit Muhammad Ali. Die Trainingsmethode mit den Rinderhälften ist angeblich an Joe Frazier angelehnt, der seine Jugend in Philadelphia verbrachte und im Schlachthof arbeitete. Der Name des Trainers Mickey Goldmill ist angelehnt an den des Trainers von Rocky Marciano, Charley Goldman.
Als Darsteller eines Boxchampions musste Stallone sich fortan physisch auf seine Rolle vorbereiten. Trainiert wurde er über fünf Monate vom Ex-Boxprofi Jimmy Gambina, der ihn beaufsichtigte und unterstützte. Während dieser Trainingseinheiten machte Regisseur John Avildsen erste Testaufnahmen, um Kampfchoreografien einzustudieren und kostengünstig auszuarbeiten.

### Produktion
Der Film wurde mit einer Drehzeit von sieben Wochen und einem Budget von knapp 1.100.000 Dollar veranschlagt, konnte aber für die geringe Summe von etwa einer Million Dollar in nur 28 Drehtagen fertiggestellt werden. Die Dreharbeiten dauerten ab Februar 1976 anderthalb Wochen in Philadelphia, wo man die Außenaufnahmen abdrehte, bevor man den Film in Hollywood fertigstellte. Aufgrund des enormen Kostendrucks inszenierte man fast ohne Studiokulissen in realen Wohnungen. Des Weiteren verpflichtete man lediglich für einen einzigen Tag genügend Statisten, um die Szenen in der Kampfarena zu filmen, so dass während diverser Kämpfe der Hintergrund dunkel erscheint. Der kostengünstige und teils konventionelle Charakter des Films beruht auch teilweise auf dem Einsatz der von Garrett Brown erfundenen Steadicam, die filmtechnisch zukunftsweisend eingesetzt wurde und u. a. Szenen des Endkampfes aufnahm.
Die Stufen, die Rocky während des Trainings emporrennt, und der Platz, auf dem das ikonische Standbild mit den jubelnd emporgestreckten Armen entstand, gehören zum Philadelphia Museum of Art.
Entgegen der ursprünglichen Fassung gibt es für den heroischen, jedoch gescheiterten Rocky ein befriedigendes Ende, das so eigentlich nicht vorgesehen war. An einem einzigen Nachdrehtag wurde die Schlusssequenz neu eingespielt, in der der geschlagene Rocky Balboa als moralischer Sieger die Arena verlässt und die schüchterne Adrian, die Liebe seines Lebens, in die Arme schließt. In diesem Augenblick wird das Bild eingefroren.

## Rezeption
Rocky feierte am 21. November 1976 in New York Premiere. Der Film bekam zumeist wohlwollende Kritiken und entwickelte sich zum Überraschungserfolg an der Kinokasse. Mit einem Einspielergebnis von über 56 Millionen US-Dollar wurde die Produktion in den Vereinigten Staaten zum kommerziell erfolgreichsten Film des Jahres 1976. Die Bruttoeinnahmen stiegen in den USA sogar auf 117,2 Mio. Dollar. Das weltweite Ergebnis betrug 225 Mio. Dollar.

„Mit kleinem Etat gedrehte Boxerstory, die zu einem der erfolgreichsten Filme aller Zeiten wurde. […] Geschickte Mischung aus Action, Realismus und Romantik über den alten amerikanischen Traum, dass einer, der nichts ist, was werden kann.“

„Eine typisch amerikanische Geschichte vom ‚Underdog‘, der durch Zähigkeit, Mut und Naivität die soziale Hierarchie auf den Kopf stellt. Nach dem phänomenalen Erfolg des Films blieben Fortsetzungen nicht aus, die allerdings die stimmige Figurenpsychologie und die authentische Milieuzeichnung dieses ersten Films nie mehr erreichten.“

## Auszeichnungen
Rocky wurde 1977 für zehn Oscars nominiert und gewann drei davon. Sylvester Stallone war zu diesem Zeitpunkt erst der dritte Filmschaffende, der sowohl als Hauptdarsteller als auch als Drehbuchautor nominiert wurde.
Oscarverleihung 1977
- Auszeichnung in der Kategorie Bester Film für Irwin Winkler und Robert Chartoff.
- Auszeichnung in der Kategorie Beste Regie für John G. Avildsen.
- Auszeichnung in der Kategorie Bester Schnitt für Richard Halsey und Scott Conrad.
- Nominierung in der Kategorie Bestes Originaldrehbuch für Sylvester Stallone
- Nominierung in der Kategorie Bester Hauptdarsteller für Sylvester Stallone
- Nominierung in der Kategorie Beste Hauptdarstellerin für Talia Shire
- Nominierung in der Kategorie Bester Nebendarsteller für Burgess Meredith
- Nominierung in der Kategorie Bester Nebendarsteller für Burt Young
- Nominierung in der Kategorie Bester Ton
- Nominierung in der Kategorie Bester Song für Bill Conti

Golden Globe Award 1977
- Auszeichnung in der Kategorie Bester Film – Drama
- Nominierung in der Kategorie Bestes Filmdrehbuch für Sylvester Stallone
- Nominierung in der Kategorie Bester Hauptdarsteller – Drama für Sylvester Stallone
- Nominierung in der Kategorie Bester Hauptdarstellerin – Drama für Talia Shire
- Nominierung in der Kategorie Beste Filmmusik für Bill Conti

Japanese Academy Award 1978
- Auszeichnung in der Kategorie Bester ausländischer Film

American Film Institutes
- 1998: Platz 78 der 100 besten amerikanischen Filme aller Zeiten (2007: Verbesserung auf Rang 57).
- Platz 52 der 100 besten Thriller aller Zeiten.
- Die von Sylvester Stallone verkörperte Rolle des Rocky Balboa erreichte Platz 7 der Top 50 Filmhelden aller Zeiten.
- Der Song Gonna Fly Now erreichte Platz 58 der 100 besten Filmsongs aller Zeiten.
- Das von Stallone getätigte Zitat: Yo, Adrian! schaffte es auf Rang 80 der 100 besten Zitate aller Zeiten.
- Rang 4 erreicht der Film in der Liste der 100 am meisten inspirierenden Filme aller Zeiten.
- 2008: Der Film wird auf Platz 2 der Top 10 Sportfilme aller Zeiten gewählt.

Im Jahr 2006 wurde Rocky in das National Film Registry aufgenommen. Im selben Jahr wurde Sylvester Stallones Drehbuch für Rocky von der Writers Guild of America Award auf Platz 78 der „besten Drehbücher aller Zeiten“ gewählt.

## Synchronisation
Die Dialogregie führte Friedbert Cierpka.
| Rolle                     | Schauspieler       | Sprecher                 |
| ------------------------- | ------------------ | ------------------------ |
| Robert „Rocky“ Balboa     | Sylvester Stallone | Jürgen Prochnow          |
| Adrianna „Adrian“ Pennino | Talia Shire        | Reha Hinzelmann          |
| Paulie Pennino            | Burt Young         | Klaus Sonnenschein       |
| Mickey Goldmill           | Burgess Meredith   | Hans Hessling            |
| Apollo Creed              | Carl Weathers      | Michael Chevalier        |
| Buddy                     | Joe Sorbello       | Peter Schlesinger        |
| Gazzo                     | Joe Spinell        | Harry Wüstenhagen        |
| Jergens                   | Thayer David       | Klaus Miedel             |
| Tony ‚Duke‘ Evers         | Tony Burton        | Manfred Grote            |
| Joe Frazier               | Joe Frazier        | Edgar Ott                |
| Al Salvani                | Al Salvani         | Otto Czarski             |
| Mike                      | Jimmy Gambina      | Uwe Paulsen              |
| Nachrichtensprecher       | Larry Carroll      | Martin Hirthe            |
| Diana Lewis               | Diane Lewis        | Almut Eggert             |
| Eishallen-Besitzer        | George Memmoli     | Peter Schiff             |
| Shirley                   | Shirley O’Hara     | Inge Landgut             |
| Spider Rico               | Pedro Lovell       | Joachim Pukaß            |
| Bartender                 | Don Sherman        | Friedrich Georg Beckhaus |

## Fortsetzungen und Adaptionen
Das Boxdrama wurde bislang sieben Mal fortgeführt. Der unmittelbare Nachfolger Rocky II knüpft direkt an das Ende von Rocky an. An Creed III – Rocky’s Legacy aus dem Jahr 2023 ist Sylvester Stallone erstmals unbeteiligt.
Am 18. Dezember 2012 feierte Rocky – Das Musical, das auf dem ersten Rocky-Film basiert, seine Weltpremiere am TUI Operettenhaus in Hamburg. Seit März 2014 wird es auch am New Yorker Broadway aufgeführt.

## Der Name „Rocky“ in der Boxwelt
„Rocky“ war auch der Name der beliebten italienischstämmigen Boxer Rocky Marciano (1923–1969) und Rocky Graziano (1919–1990). Auch die deutschen, beide 1963 geborenen Boxbrüder Ralf Rocchigiani (als Profi aktiv 1983–1999) und Graciano Rocchigiani (1963–2018; aktiver Boxprofi 1983–2003) erhielten von Presse und Publikum jeweils den Spitznamen „Rocky“.

## Soundtrack
- Bill Conti: Rocky. Original Motion Picture Score. Liberty/MGM-UA Records s.l. s.n., Tonträger-Nr. CDP 7 46081 2/DIDX 300 – Originalaufnahme der Filmmusik unter der Leitung des Komponisten